# 菊島好孝
菊島 好孝（きくしま よしたか、1949年5月28日 - ）は、日本の政治家、実業家。北海道赤平市議会議員（1期）、赤平市長（1期）を務めた。

## 来歴
北海道赤平市出身。北海道赤平東高等学校を卒業。赤平青年会議所理事長、赤平市教育委員、エルム工業代表取締役、赤平市商工会議所副会頭を務めた。2011年から赤平市議会議員を1期務める。2015年1月20日、赤平市長選挙への立候補への意向を表明した。3月31日、赤平市議会議員を辞職した。4月19日、他の候補者がいなかったため無投票で当選した。5月1日、正式に就任した。

### 2019年赤平市長選挙
2019年の市長選挙で元赤平市職員の畠山渉に敗れた。
※当日有権者数：9,042人 最終投票率：73.56%（前回比：-pts）
| 候補者名 | 年齢 | 所属党派 | 新旧別 | 得票数  | 得票率 | 推薦・支持     |
| -------- | ---- | -------- | ------ | ------- | ------ | -------------- |
| 畠山渉   | 51   | 無所属   | 新     | 4,183票 | 63.4%  | -              |
| 菊島好孝 | 69   | 無所属   | 現     | 2,414票 | 36.6%  | 自由民主党推薦 |